# Sakałdy
Sakałdy (kirg. i ros. Сакалды) – wieś w Kirgistanie, w obwodzie dżalalabadzkim, w rejonie Nooken. W 2022 liczyła 5078 mieszkańców.